# Вилађо Гаудијано (Потенца)
Вилађо Гаудијано (итал. Villaggio Gaudiano) је насеље у Италији у округу Потенца, региону Базиликата.
Према процени из 2011. у насељу је живело 96 становника. Насеље се налази на надморској висини од 177 м.